# Рэдволл (мультсериал)
«Рэ́дволл» (англ. Redwall — букв. «Красная стена») — мультсериал по мотивам одноимённой серии книг Брайана Джейкса. Мультсериал состоит из трёх сезонов, основанных на романах «Воин Рэдволла», «Поход Матиаса» и «Мартин Воитель». Каждый сезон состоит из тринадцати серий, длящихся 22 минуты.

## Сюжет

### Воин Рэдволла
Эта часть создана по первой книге «Воин Рэдволла».
Молодой мышонок по имени Матиас живет в аббатстве Рэдволл. Вспоминая свою прошлую жизнь, он вспоминает, как его семья была очень бедной. Во время особенно суровой зимы армия крыс под предводительством Клуни Хлыста напала на его деревню. Разлучённый со своей семьей, Матиас увидел Клуни незадолго до того, как его спасла сестра, и, по совету полёвок, они отправились в аббатство Рэдволл, но воспоминания о Клуни ещё свежи в их памяти. После трудных путешествий сестра Матиаса упала, и Матиас вскоре последовал за ней. Очнувшись, он обнаружил, что его привезли в аббатство Рэдволл, где аббаты позже сообщили ему, что его сестра умерла от истощения во время путешествия. Матиас вырос в аббатстве в качестве новичка, но при этом мечтал стать великим воином, таким как Мартин, мышь-воин, основавший Рэдволл. Когда он присоединился к Констанции в сопровождении лесных жителей с пира в аббатстве, он был шокирован, когда заметил Клуни и его крыс, марширующих на Рэдволл после взятия близлежащей церкви в качестве своей основной операционной базы. Клуни и его капитаны отправились в Рэдволл, утверждая, что они путешественники, пока не оказались внутри, тогда Клуни ясно изложил свои требования. В приступе праведного гнева Матиас напал на них, сказав, что он о них думает. Клуни и его капитаны были вынуждены уйти, когда Констанция пригрозила убить их, если они не уйдут. Когда его вынудили выйти, Клуни проинструктировал своего единственного альпиниста, похожего на ниндзя Призрака, украсть изображение Мартина с гобелена, чтобы снизить боевой дух Рэдволла. Призрак добился успеха, но был перехвачен Матиасом и упал насмерть со стен. Затем Клуни взял образ Мартина как свой боевой штандарт. Однако Клуни снились кошмары о Мартине и Матиасе, пока гобелен находился в его распоряжении. Это было вскоре исправлено, когда друзья Матиаса, Джесс и Бэзил Олень, украли гобелен обратно.
После нескольких сражений Матиас напряженно искал меч Мартина, предполагая, что они могут прогнать Клуни, если найдут его. Вместе со старым Мафусаилом, летописцем аббатства, и Василикой (молодая мышка, близкая подруга Матиаса), они обнаруживают, что Матиас должен был стать следующим воином-стражем аббатства, как и Мартин до него. Через загадку, которую они нашли под гобеленом, они обнаружили могилу Мартина под каменной лестницей, и там они нашли щит и пояс Мартина. Затем Матиас нашел ножны Мартина на насесте Спарры, племени диких воробьёв, живущих на крышах, которым правит безумный король Булл Спарра. Матиас украл ножны у Спарры, убив Булла Спарру в процессе, и подружился с молодым воробьём по имени Клювобойка. Однако он узнал, что меч был взят у Спарры Асмодеусом Ядозубом, огромной змеей. В пути за информацией Матиас встретил Госимских землероек, племя спорящих землероек, которые посоветовали ему поговорить с большим полярным филином по имени Капитан Снег для информации. Снег сказал ему, что Асмодеус живет в заброшенной каменоломне, но высмеял Матиаса за то, что он думал, что у него есть шанс противостоять змею. Фактически, он поспорил с Матиасом, что, если он получит меч, он перестанет есть мышей (и землероек), а также извинится перед Джулианом Джиндживером, котом-вегетарианцем, который раньше дружил со Снегом, пока он не запретил ему пребывать в своём доме из-за его манер и вкуса в еде. Матиас после краткого возвращения в аббатство отправился в экспедицию на поиски меча с помощью госим. Они последовали за Асмодеусом к большому карьеру. Там Матиас нашел меч и в жестоком сражении со змеем обезглавил его. Тем временем Василика обнаружила старую боевую броню Мартина на чердаке аббатства.
На протяжении всего этого периода Клуни использовал различные тактики, чтобы попытаться захватить Рэдволл, включая прокладывание туннелей, использование тарана, шантаж с применением заложников, похищение Василики в целью выкупа, сжигание ворот, использование осадной башни и внедрение его солдат в бродячий цирк. Каждый раз крысы терпели неудачу, и Клуни начинал проявлять признаки безумия.
Пока Матиас собирал больше войск для борьбы с крысами, Клуни заставил соню, которую он захватил, проникнуть в Рэдволл и открыть ворота изнутри. Клуни и его армия наконец вошли в аббатство. Однако Матиас вернулся, одетый в доспехи Мартина, вместе с армией землероек и воробьёв, которую он собрал. Он обнаружил, что Клуни захватил власть в Рэдволле и собрался казнить всех жителей аббатства (начиная с Василики). Вид Матиаса, одетого как мышь, которую он видел во сне, напугал Клуни, который послал свои войска против Матиаса и его армии. Во время последовавшей битвы между армией Клуни и смешанными защитниками Рэдволла (Защитники Рэдволла, землеройки и спарра) Клуни похитил Василику и спрятался в колокольне. Когда Матиас последовал за ними, Клуни устроил на него засаду, и началась смертельная дуэль, которая привела их обоих на вершину колокольни. Клуни спрыгнул и снова поймал Василику, угрожая убить её, если Матиас не спустится к нему лицом к лицу. Матиас поклялся спуститься, если Клуни освободит её. Клуни выпустил Василику, но Матиас перерезает веревки, в результате чего аббатский колокол падает на Клуни, моментально убивая его.
После битвы аббат Мортимер был смертельно ранен. Перед смертью он объявил Матиаса воином-стражем аббатства, а Василика становится его женой.
В эпилоге мы видим, как жизнь в Рэдволле возвращается в нормальное русло. Спарра теперь управляется Клювобойкой, которая является хорошим правителем, а Спарра теперь дружат с Рэдволльцами. Некоторые землеройки решили остаться в аббатстве и стали пчеловодами (даже научились разговаривать с пчёлами, чтобы они могли спорить с ними). Новым настоятелем стал брат Мордальфус, также известный как брат Альф, ранее управлявший прудом аббатства. Матиас и Василика теперь счастливы в браке, и у них есть сын по имени Маттимео (что является сокращением от Маттиаса Мафусаила Мортимера). Новый летописец аббатства, Джон Черчмаус, подписывается, говоря, что ворота Рэдволла всегда открыты для путешественников, приглашая зрителей посетить, если они когда-нибудь пройдут мимо.

### Маттимео
Эта часть создана по третьей книге «Поход Матиаса».
Через несколько сезонов после смерти Клуни Хлыста у Матиаса и Василики родился сын Маттимео. Но однажды ночью, когда рэддвольцы праздновали, их прервал лис в маске, Слагар Беспощадный, который ранее был известен как Куроед, который вошел в Рэдволл с группой грызунов, накачал всех наркотиками и похитил всех их детей. Матиас, Бэзил и Джесс направились, чтобы спасти их, попутно приобретая новых и старых союзников, таких как Орландо Секира, землеройки Госим и Спарра.
Между тем, в их отсутствие дела у Рэдволла вновь случилась беда. Он подвергся атаке воронов во главе с Генералом Железным Клювом. Вороны забрали всю их еду и общежития, оставив Пещерный Зал как единственное свободное место. Тем не менее, Рэдволльцы нанесли ответный удар, использовав броню Мартина как призрак, чтобы напугать ворона. Позже они спасли горную птицу по имени Страйк, которую преследовали, а позже и ранили вороны. В конце концов, Железный Клюв понял их маленькую хитрость, увидев Констанцию, собирающуюся убрать доспехи Мартина. Он запер ее в сторожке и приказал своим войскам захватить Пещерный Зал. Констанция смогла вырваться и спасти Рэдволльцев, когда недавно выздоровевшая Страйк убила Железного Клюва. Остальные вороны покинули Рэдволл.
Матиас и компания смогли проследить след Слагара к старому захороненному аббатству Лоамхедж, где культ крыс, поклонявшийся Малкариссу, порабощал других. Битва закончилась тем, что рабы насмерть забросали Малкарисса камнями, а Матиас освободил их. В конце концов, они победили: аббатство погрузилось в землю. На поверхности Слагар пытался отомстить Матиасу за смерть его матери, но в итоге упал в яму, из которой сбежал и разбился насмерть.
Компания вернулась в Рэдволл с молодыми и освобождёнными рабами. После семи сезонов дела в Рэдволле шли мирно. Новым летописцем аббатства стал Тим Черчмаус, продолжающий дело своего отца. Бывшие рабы Малкарисса и товарищи Матиаса поселились в Рэдволле. Сэр Гари Муза возглавил стаю спарр, Ролло и Синтия стали звонарями. Маттимео и Тесс поженились и у них родился сын, а Матиас, Бэзил и Орландо начали тренировать следующее поколение защитников аббатства.

### Мартин Воитель
Эта часть создана по шестой книге «Мартин Воитель».
В том же седьмом сезоне после возвращения Матиаса, жители Рэдволла слушают Тима Черчмауса, который рассказывает историю о том, как их герой, Мартин, стал воином, которого они знают и сегодня. В землях побережья Маршанка ужасный Бэдранг Тиран усиливал свои пиратские атаки, вынуждая Люка Воителя, отца Мартина, выйти в море, чтобы сразиться с морскими крысами. Он оставил своему сыну свой меч и сказал ему никогда не позволять другому существу забрать его. В скором времени Мартин был схвачен Бэдрангом, а его меч был отнят. Молодой мышонок несколько лет прослужил в крепости Маршанк в качестве раба. Когда он защищал старую белку по имени Баркджон, Бэдранг повесил его на улице под дождём с голодными чайками, чтобы те склевали его, а позже был помещён в тюремную яму с сыном Баркджона, Фэлдо, и мышонком по имени Бром. Тем временем, старый товарищ Бэдранга, Трамун Клогг, прибыл, чтобы забрать Маршанк. Сестра Брома, Поздняя Роза, также известная как просто Роза, и ее друг, крот Грумм, также прибыли и начали прокладывать себе путь в тюремную яму, пока Клогг начал осаду. Пятеро добрались до лодок Клогга и сумели завладеть одной. Однако в лодке была дыра, и она затопилась. Бушующий шторм и рыба разделили группу. Мартин, Роза и Грумм оказались в плену у карликовых землероек и встретили ежа по имени Паллум. После спасения сына королевы Амбаллы, Динджера, они могли отправиться в Светлую Долину, родину Розы.
Тем временем Бром и Фэлдо умылись в другом месте, встретив бродячих циркачей, которые согласились помочь им освободить рабов Маршанка. Выступив для развлечения Клогга, они проникли внутрь Маршанка и освободили большинство рабов. Несколько дней спустя Бром замаскировался под одну из крыс, чтобы попасть внутрь, и освободил других рабов через туннель тюремной ямы.
По пути в Светлую Долину компания приобрела много друзей, таких как Страж Маршвуд-Хилла и сова Болдред, и врагов, таких как нецивилизованные ящерицы-людоеды и негодяй Гавтриб. С помощью землероек и выдр они добрались до Светлой Долины, но не смогли собрать армию для победы над Бэдрангом. Однако многие были привлечены к делу Мартина, в том числе Гавтриб, когда он пробирался в Маршанк.
Клогг воспользовался возможностью захватить Маршанк, пока Бэдранг отсутствовал. Однако Бэдранг знал о туннеле в тюремной яме. Он заставил солдат Клогга присягнуть ему, в то время как Клогг стал единственным рабом Маршанка. Фэлдо был настолько одержим падением Маршанка, что начал сольные атаки против него. Когда он столкнулся с Бэдрангом лицом к лицу, его приспешники забили его до смерти. Только когда прибыл Мартин со своей армией, он загнал Бэдранга в угол. Армия Мартина сожгла ворота Маршанка и начала атаку. В замешательстве Мартин отобрал у Бэдранга отцовский меч и им же убил его. К сожалению, злодей успел перед этим убить Розу во время битвы. Борцы за свободу вернулись в Светлую Долину, местоположение которой останется в секрете, а Мартин продолжил свой собственный путь.

## Показы на ТВ

### В России
В России мультсериал показывали на канале «ТНТ» с 25 мая по август 2002 года и в первой половине 2003 года, а также телеканал «Культура», в эфире: 3 сентября — октябрь 2003, 9 марта — 30 апреля 2004.  Показы на канале «Бибигон» были с января по февраль и в июле 2009 года. На канале «Россия» мультсериал показывали с 4 по 14 сентября 2007 года. А с мая по июнь 2010 года показали на канале «Мир». Также показывали на «Пятом канале» осенью 2005 года.
В мультсериале существуют два русских дубляжа: студия «СВ-Кадр» по заказу «ТНТ» (Россия) и студия «Пилот» (Украина).

### За рубежом
В Канаде вещание было на канале Teletoon по субботам. В Великобритании сериал был показан на канале Channel Five. В США показ был на канале PBS.
В Казахстане мультсериал также транслировался на Первом канале Евразия весной 2005 года.